# آنه‌مون (فیلم)
آنِه‌مون (انگلیسی: Anemone) یک فیلم درام به کارگردانی رونان دی-لوئیس و در نخستین تجربهٔ کارگردانی او است و فیلم‌نامهٔ آن را همراه پدرش دنیل دی-لوئیس نوشته است. این فیلم، نخستین بازگشت دنیل دی-لوئیس به عرصهٔ بازیگری پس از فیلم رشته خیال (۲۰۱۷) به‌شمار می‌رود و بازیگرانی چون شان بین، صفیه اوکلی گرین و سامانتا مورتون نیز در آن ایفای نقش کرده‌اند. این فیلم نخستین نمایش جهانی خود را در جشنواره فیلم نیویورک ۲۰۲۵ خواهد داشت و سپس از ۳ اکتبر ۲۰۲۵ به صورت محدود در ایالات متحده توسط فوکس فیچرز اکران می‌شود و یک هفته بعد، از ۱۰ اکتبر اکران آن گسترش می‌یابد.

## بازیگران
- دنیل دی-لوئیس
- شان بین
- سامانتا مورتون
- ساموئل باتملی
- صفیه اوکلی گرین

## تولید
در سپتامبر ۲۰۲۴ اعلام شد که دنیل دی-لوئیس پس از بازنشستگی در سال ۲۰۱۷ و پس از اکران فیلم رشته خیال، به عرصهٔ بازیگری بازمی‌گردد. رونان دی-لوئیس برای کارگردانی این فیلم انتخاب شد و فیلم‌نامهٔ آن را به همراه پدرش، دنیل دی-لوئیس نوشت. همچنین شان بین، سامانتا مورتون، ساموئل باتملی و صفیه اوکلی گرین به گروه بازیگران پیوستند. جین پیتری به‌عنوان طراح لباس و کریس آدی به‌عنوان طراح صحنه در این پروژه حضور دارند.
فیلم‌برداری اصلی از ۱ اکتبر ۲۰۲۴ در منچستر، انگلستان آغاز شد. اواخر همان ماه، هنگام فیلم‌برداری در هندبریج در شهر چستر، تولید با وقفه مواجه شد؛ زیرا مأموران راهنمایی و رانندگی بر روی چند خودروی صحنه که مربوط به دههٔ ۱۹۸۰ بودند و در کنار خطوط زرد دوتایی پارک شده بودند، جریمهٔ پارکینگ الصاق کردند. سخنگوی شورای چشایر غرب و چستر توضیح داد که اگرچه درخواست برای پارک خودروهای فنی پشتیبانی فیلم‌برداری در مناطق محدود پذیرفته شده بود، اما این مجوز شامل خودروهای صحنه نمی‌شد و درخواست جداگانه برای بستن کامل خیابان در طول فیلم‌برداری نیز رد شده بود، زیرا این اقدام «بیش از حد مزاحم» برای ساکنان ارزیابی شده بود.

## انتشار
آنِه‌مون قرار است در ۳ اکتبر ۲۰۲۵ به‌صورت محدود در سینماهای ایالات متحده اکران شود و از ۱۰ اکتبر به‌طور سراسری در سراسر کشور به نمایش درآید.